# Friedrich Retzmann
Friedrich „Fiete“ Retzmann (* 10. August 1945; † 1. Januar 2000 auf Helgoland) war ein deutscher Fußballschiedsrichter.

## Leben
Als Fußballschiedsrichter war das Mitglied des VfL Pinneberg ab dem Alter von 22 Jahren als Beisitzer im Bezirksschiedsrichterausschuss Pinneberg vertreten. Dieses Gremium leitete er dann von 1970 bis 1990. Ab 1991 bis zu seinem Ableben hatte Retzmann das Amt des Vorsitzenden des Schiedsrichterausschusses des Hamburger Fußball-Verbandes (HBV) inne. In seiner Amtszeit wurde die Anzahl der Schiedsrichter im HBV von 500 auf 4000 erhöht sowie die Aufwandsentschädigungen für die Unparteiischen deutlich angehoben. Er wurde mit der goldenen Ehrennadel des Hamburger Fußball-Verbandes sowie im Februar 1990 mit der Verdienstnadel des Deutschen Fußball-Bundes ausgezeichnet.
Retzmann stieg als Schiedsrichter in die Bundesliga-Riege auf, leitete von 1980 bis 1985 insgesamt 33 Begegnungen in der höchsten deutschen Spielklasse. Er wurde des Weiteren in der 2. Fußball-Bundesliga eingesetzt und leitete hier 95 Partien. Beim Zweitligaspitzenspiel zwischen Tabellenführer Waldhof Mannheim und dem Dritten KSV Hessen Kassel im März 1983 war Retzmann als Schiedsrichter für die Spielleitung verantwortlich und wurde nach dem Ende der Partie (1:1) Opfer eines tätlichen Angriffs. Einem Anhänger Hessen Kassels gelang es, in den Stadioninnenraum einzudringen, er verpasste Retzmann von hinten einen Fausthieb. Eine Woche nach diesem Angriff war Retzmann als Schiedsrichter beim Bundesliga-Spiel zwischen dem 1. FC Kaiserslautern und dem Karlsruher SC (7:0) im Einsatz. Auf internationaler Ebene war er als Linienrichter im Einsatz.
Der in Halstenbek wohnhafte Retzmann war beruflich als Teilhaber eines Bauunternehmens, das zeitweise Geldgeber des VfL Pinneberg war, und Immobilienkaufmann tätig und nach seiner Zeit als Bundesliga-Schiedsrichter wieder als Spielleiter im Hamburger Amateurfußball im Einsatz. Er starb während eines Spaziergangs in seinem Urlaubsort Helgoland, als er unvermittelt zusammenbrach.
Die jährliche Saisonabschlussveranstaltung der HBV-Schiedsrichterschaft wurde ehrenhalber in Fiete-Retzmann-Tag umbenannt.